# Siriusgroep
De Siriusgroep is een groep van sterren, een uiteengevallen open sterrenhoop, die gezien hun eigenbeweging allemaal op dezelfde plek in de Grote Beer (Ursa Major) ontstaan zijn en sindsdien ongeveer in de richting van de Zon getrokken zijn. De sterren hoeven niet in de buurt van Sirius te staan, Sirius is alleen de helderste ster van deze groep. De sterren van de Siriusgroep horen ook bij de Ursa Major moving group.